# Jack Kehoe
Pour les articles homonymes, voir Kehoe.
Jack Kehoe est un acteur américain né le 21 novembre 1934 et mort le 14 janvier 2020 à Los Angeles.

## Filmographie
- 1968 : A Hatful of Rain (TV) : Apples
- 1971 : The Gang That Couldn't Shoot Straight : Bartender
- 1973 : Les Copains d'Eddie Coyle (The Friends of Eddie Coyle) : The Beard
- 1973 : Serpico : Tom Keough
- 1973 : L'Arnaque (The Sting) : Erie Kid
- 1974 : La Loi et la pagaille (Law and Disorder) d'Ivan Passer : Elliott
- 1975 : Shell Game (TV) : Lyle Rettig
- 1976 : Most Wanted (en) (TV) : Phil Benedict
- 1976 : Car Wash de Michael Schultz : Scruggs
- 1979 : The Fish That Saved Pittsburgh : Setshot
- 1980 : On the Nickel (en) : Bad Mood
- 1980 : Melvin and Howard : Jim Delgado
- 1981 : Chicago Story (TV) : Officer Tony Coswell
- 1981 : Reds : Eddie
- 1982 : The Ballad of Gregorio Cortez (TV) : Prosecutor Pferson
- 1983 : La Nuit des juges (The Star Chamber) : Hingle (defense attorney)
- 1983 : Second Chance (Two of a Kind) : Mr. Chotiner
- 1984 : The Killers : Harry
- 1984 : Le Pape de Greenwich Village (The Pope of Greenwich Village) : Det. Walter 'Bunky' Ritter
- 1984 : Attention délires ! (The Wild Life) : Mr. Parker
- 1985 : The Little Sister (TV) : Nikos
- 1985 : Deux flics à Miami (Miami Vice) - Saison 1, épisode 20 : John Malone
- 1986 : A Winner Never Quits (en) (TV) : Bloom
- 1986 : Lot swierkowej gesi : Freddie Fletcher
- 1987 : Les Incorruptibles (The Untouchables) de Brian De Palma : Walter Payne
- 1988 : Mort à l'arrivée (D.O.A.) : Detective Brockton
- 1988 : Midnight Run : Jerry Geisler
- 1990 : Dick Tracy : Customer at Raid
- 1990 : Young Guns II : Ashmun Upson
- 1991 : Double enfer (Servants of Twilight) de Jeffrey Obrow (en) : Dr Denton Boothe
- 1993 : Ewangelia wedlug Harry'ego : Harry
- 1993 : Chute libre (Falling Down) : Street Worker
- 1994 : Le Journal (The Paper) de Ron Howard : Phil
- 1997 : The Game : Lieutenant Sullivan